# Kallsjön (Schonen)
Kallsjön ist ein See in der historischen schwedischen Provinz Schonen. Er liegt etwa 15 Kilometer nordöstlich der Stadt Hässleholm und etwa acht Kilometer westlich von Östra Göinge in den Gemeinden Hässleholm und Östra Göinge.
Der See ist ein beliebtes Ziel für Angler. Im See finden sich vor allem Barsche, Brachse, Zander, Hechte, Schleien und Aale.